# Vyacheslav Atavin
Vyacheslav Vladimirovich Atavin (em russo:  Вячеслав Владимирович Атавин; Krasnodar, 4 de fevereiro de 1967) é um ex-handebolista russo, campeão olímpico.
Vyacheslav Atavin fez parte do elenco campeão olímpico de 1988.